# Ceratostylis latifolia
Ceratostylis latifolia är en orkidéart som beskrevs av Carl Ludwig von Blume. Ceratostylis latifolia ingår i släktet Ceratostylis och familjen orkidéer. Inga underarter finns listade i Catalogue of Life.